# Рудня-Левковская
Рудня-Левковская (укр. Рудня-Левківська) — село, входит в Иванковский район Киевской области Украины.
Население по переписи 2001 года составляло 147 человек. Почтовый индекс — 07210. Телефонный код — 4591. Занимает площадь 0,9 км². Код КОАТУУ — 3222080903.

## Местный совет
07210, Київська обл., Іванківський р-н, с. Димарка, вул. Кірова, 44